# The Worst (album)
The Worst – piąty album studyjny death metalowego zespołu muzycznego Sarcófago, wydany w grudniu 1997 roku.

## Lista utworów
1. The End (Intro) – 01:16
2. The Worst – 06:33
3. Army of the Damned (The Prozac’s Generation) – 04:35
4. God Bless the Whores – 07:28
5. Plunged in Blood – 04:38
6. Satanic Lust – 03:38
7. The Necrophiliac – 06:15
8. Shave Your Heads – 03:34
9. Purification Process – 03:39

## Twórcy
- Wagner Lamounier – gitara, śpiew
- Gerald Minelli – gitara basowa, wokal wspierający
- Eugênio „Dead Zone” – automat perkusyjny, instrumenty klawiszowe